# 25 septembrie
ianuarie • februarie • martie  • aprilie  • mai  • iunie  • iulie  • august  • septembrie  • octombrie  • noiembrie  • decembrie
25 septembrie este a 268-a zi a calendarului gregorian și a 269-a zi în anii bisecți. Mai sunt 97 de zile până la sfârșitul anului.

## Evenimente

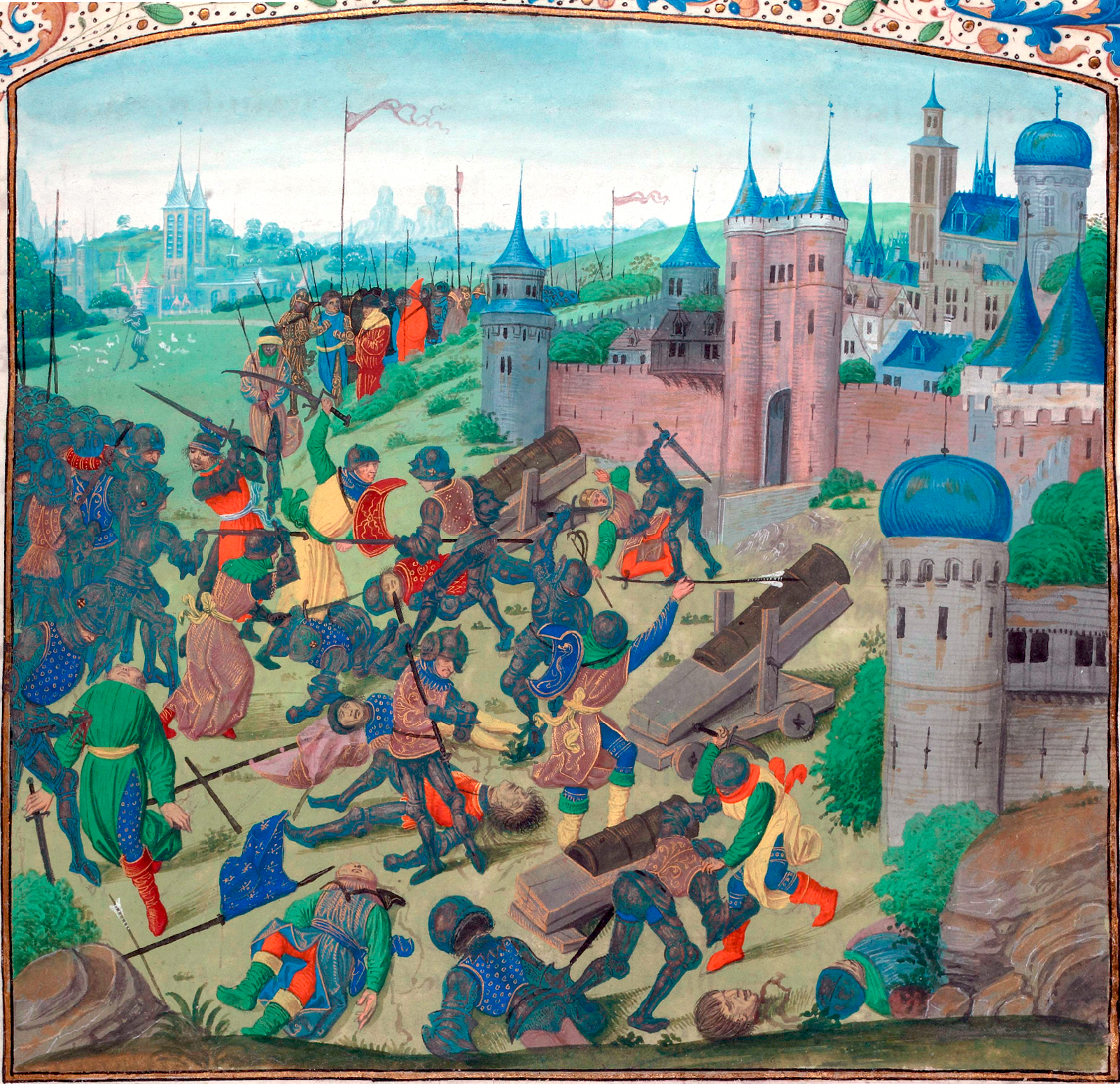
1396: Bătălia de la Nicopole. Sultanul Baiazid I, "Fulgerul" înfrânge armata cruciată la Nicopole; de partea cruciaților a luptat și un corp de oaste sub comanda lui Mircea cel Bătrân.

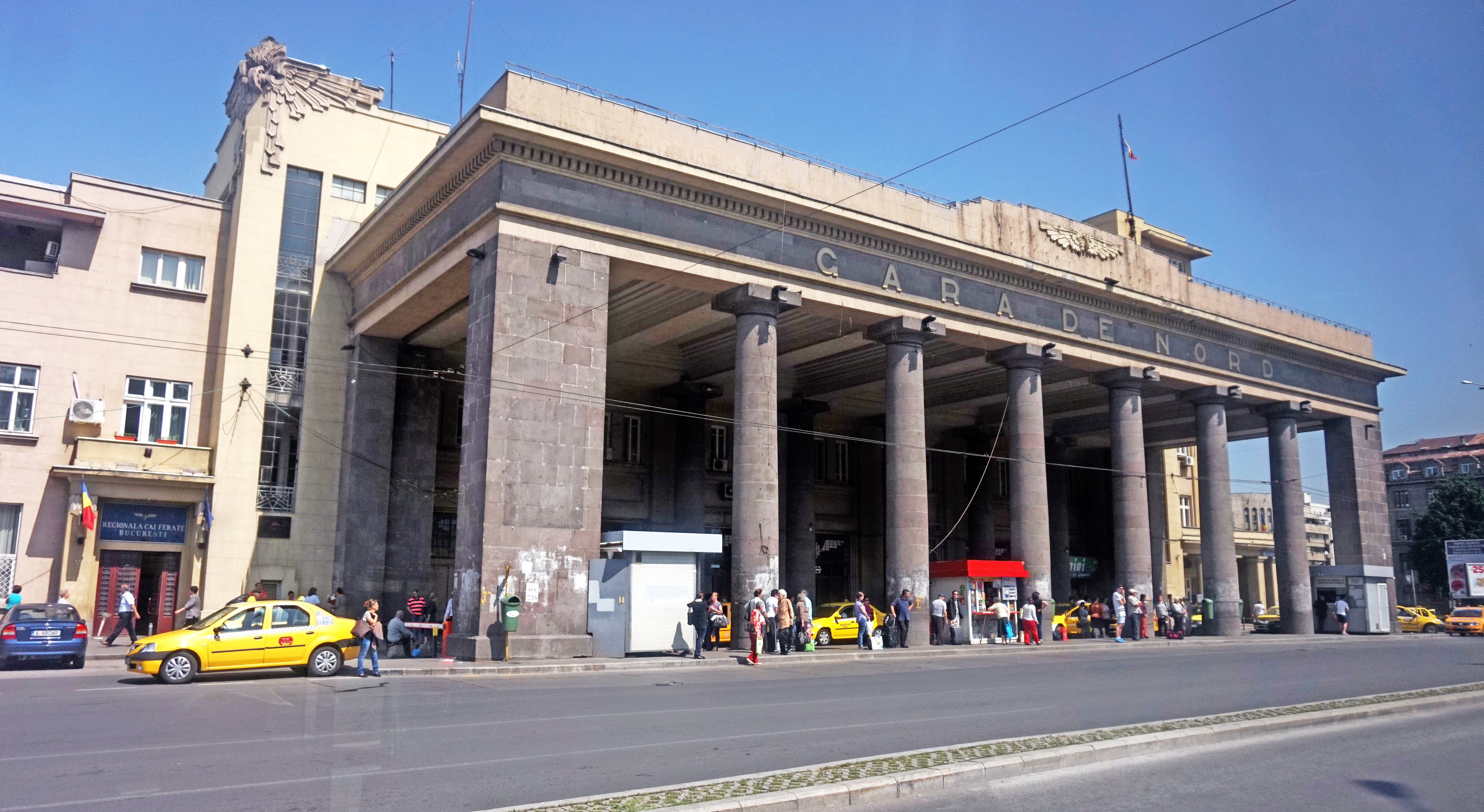
1872: Se inaugurează Gara de Nord din București și se deschide prima linie de cale ferată București - Ploiești.

- 1066: Harold Godwinson l-a învins pe Harald al III-lea al Norvegiei în bătălia de la Stamford Bridge, punând capăt invaziei vikinge a Angliei.
- 1396: Bătălia de la Nicopole. Sultanul Baiazid I, "Fulgerul" înfrânge armata cruciată la Nicopole; de partea cruciaților a luptat și un corp de oaste sub comanda lui Mircea cel Bătrân.
- 1513: Exploratorul spaniol Vasco Núñez de Balboa ajunge în Oceanul Pacific.
- 1555: Dieta imperială adoptă Pacea Religioasă de la Augsburg, care garatează libertate religioasă și drept de proprietate pentru luterani.
- 1559: Moare domnitorul Țării Românești Mircea Ciobanul. Va fi succedat de fiul cel mare, în vârstă de 13 ani, Petru cel Tânăr.
- 1572: Rudolf al II-lea este încoronat rege al Ungariei și Croației.
- 1872: Se inaugurează Gara de Nord din București și se deschide prima linie de cale ferată București - Ploiești.
- 1890: Președintele american, Benjamin Harrison semnează proiectul de lege privind înființarea Parcului Național Sequoia din California. Flora și fauna, inclusiv arborii gigant de sequoia, trebuie să fie protejate și păstrate pentru posteritate.
- 1944: Al Doilea Război Mondial: S-a încheiat Operațiunea Market Garden prin care Aliații au încercat să cucerească unele poduri peste principalele râuri din Olanda ocupată de germani. Operațiunea s-a dovedit un eșec, Rinul a rămas o barieră în calea înaintării Aliaților până la ofensiva din martie 1945.
- 1950: La exact trei luni de la începerea războiului din Coreea, trupele Națiunilor Unite ocupa Seulul.
- 1957: Central High School din Little Rock, Arkansas, devine școală mixtă, pentru albi și negri; a fost nevoie de intervenția US Army pentru ca localnicii să accepte integrarea rasială.
- 1962: Se proclamă Republica Democrată Algeria; Ferhat Abbas e ales președinte al guvernului provizoriu.
- 1972: Norvegienii votează majoritar negativ la referendumul privind integrarea în Comunitatea Economică Europeană.
- 1976: În casa lui Larry Mullen, Jr. din Dublin, s-a înființat formația de muzică rock U2.
- 1981: Sandra Day O'Connor a devenit prima femeie învestită în funcția de judecător asociat al Curții Supreme de Justiție a Statelor Unite ale Americii.
- 1991: Mineriada din 1991: Minerii din Valea Jiului au ajuns în Gara Băneasa cu mai multe garnituri de tren, conduși de liderul lor sindical, Miron Cozma. La sfârșitul zilei, la Palatul Cotroceni, Miron Cozma îi cere președintelui Ion Iliescu demiterea primului ministru Petre Roman în schimbul liniștii din capitală.
- 2002: În Siberia se produce Evenimentul din Vitim, un posibil impact al unui corp ceresc cu Pământul.
- 2005: Pilotul spaniol Fernando Alonso devine cel mai tânăr campion mondial de Formula 1, detronându-l pe celebrul Michael Schumacher.
- 2009: Vladimir Filat devine cel de-al 8-lea prim-ministru al Republicii Moldova.
- 2021: La Congresul PNL, Florin Cîțu este ales președinte al partidului cu 2.878 de voturi, învingându-l pe Ludovic Orban, care a fost votat de 1.898 de membri.[1]

## Nașteri
- 1644: Ole Rømer, astronom danez (d. 1710)
- 1683: Jean-Philippe Rameau, compozitor francez (d. 1764)
- 1711: Împăratul Qianlong al Chinei (d. 1799)
- 1729: Christian Gottlob Heyne, savant german, istoric, filolog și arheolog (d. 1812)
- 1744: Frederic Wilhelm al II-lea al Prusiei (d. 1797)
- 1752: Michael Hißmann, filosof german din Transilvania (d. 1784)

Marta Trancu-Rainer, medic român, prima femeie chirurg din România
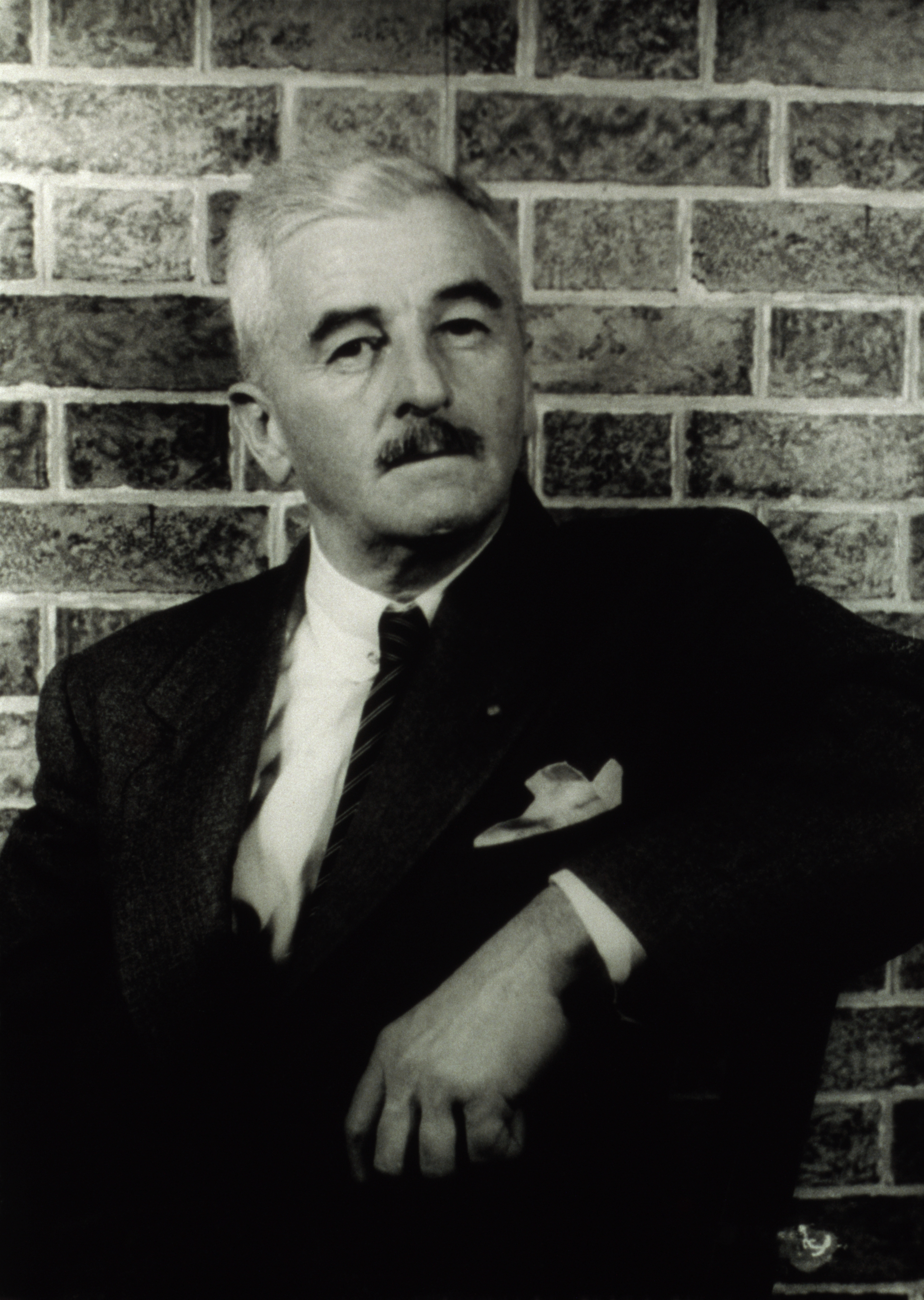
William Faulkner, scriitor american, laureat Nobel
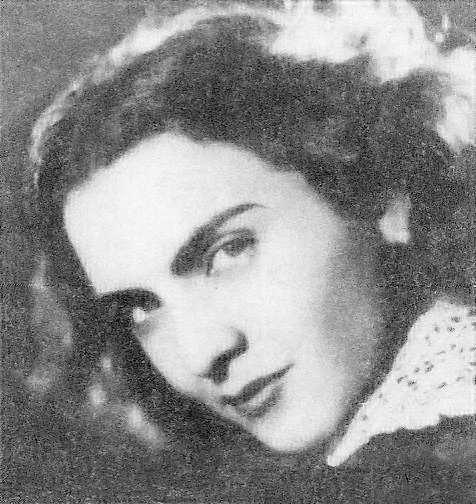
Maria Tănase, interpretă de muzică populară românească

- 1765: Michał Kleofas Ogiński, compozitor polonez (d. 1833)
- 1807: Alfred Vail, inginer și inventator american (d. 1859)
- 1818: Alphonse Colas, pictor francez (d. 1887)
- 1865: Henri Lebasque, pictor francez (d. 1937)
- 1866: Thomas Hunt Morgan, biolog și genetician american, laureat Nobel (d. 1945)
- 1875: Marta Trancu-Rainer, medic român, prima femeie chirurg din România (d. 1950)
- 1880: Gheorghe Macovei, geolog român, academician (d. 1969)
- 1881: Panait Cerna, poet român (d. 1913)
- 1888: Sándor Pósta, scrimer maghiar (d. 1952)
- 1897: William Faulkner, scriitor american, laureat al Premiului Nobel pentru literatură în 1949 (d. 1962)
- 1906: Dmitri Shostakovich, compozitor rus (d. 1975)
- 1913: Maria Tănase, interpretă de muzică populară românească (d. 1963)
- 1914: Marcel Marcian, prozator din România (d. 2007)
- 1920: Serghei Bondarciuk, actor sovietic de origine ucraineană (d. 1994)
- 1922: Constantin Teașcă, antrenor român de fotbal (d. 1996)

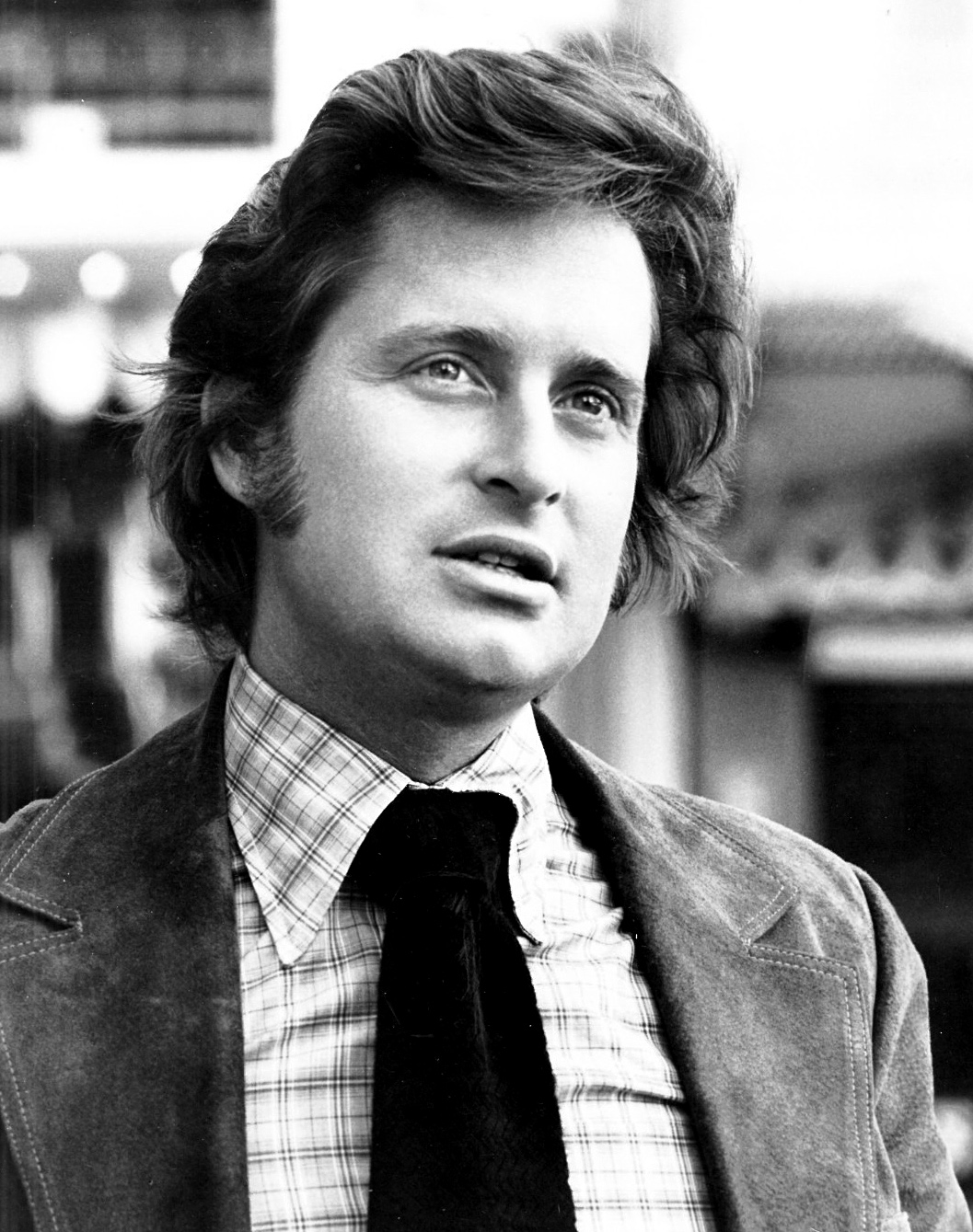
Michael Douglas, actor și producător american
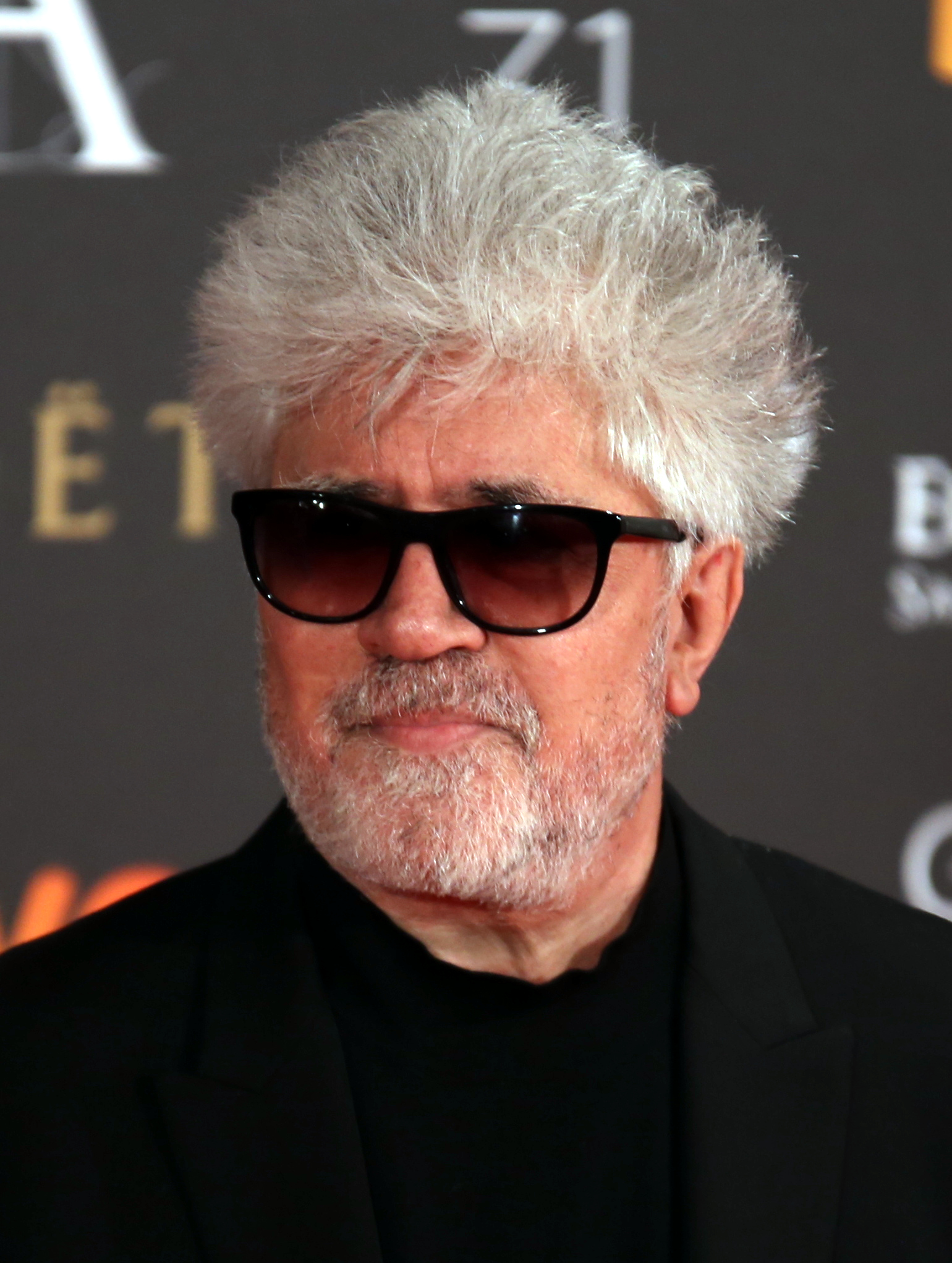
Pedro Almodóvar, regizor spaniol de film
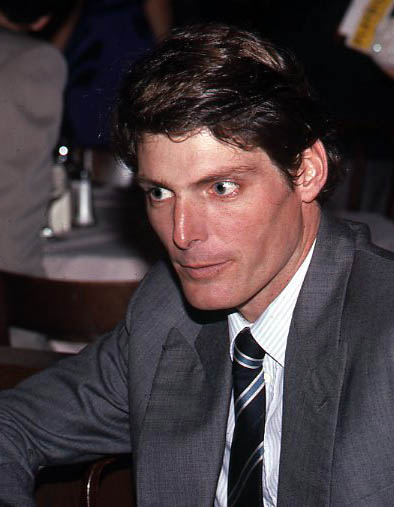
Christopher Reeve, actor american

- 1932: Glenn Gould, pianist și compozitor canadian (d. 1982)
- 1936: Ileana Sărăroiu, interpretă de muzică populară românească (d. 1979)
- 1938: Nicolae Mărgineanu, regizor român
- 1944: Dorin Liviu Zaharia, muzician român (d. 1987)
- 1944: Michael Douglas, actor și producător american de film
- 1946: Dan Voiculescu, politician și om de afaceri român
- 1948: Ștefan Birtalan, handbalist român (d. 2024)
- 1949: Pedro Almodóvar, regizor spaniol de film
- 1951: Mark Hamill, actor american
- 1955: Karl-Heinz Rummenigge, fotbalist german
- 1952: Christopher Reeve, actor american de film (d. 2004)
- 1954: Juande Ramos, jucător și antrenor spaniol de fotbal
- 1955: Zucchero, cântăreț italian
- 1956: Iuliu Nosa, politician român
- 1957: Michael Madsen, actor, poet și fotograf american (d. 2025)
- 1957: Ioan Cindrea, politician român
- 1960: Dana Dembinski Medeleanu, actriță română
- 1961: Heather Locklear, actriță și model american
- 1964: Carlos Ruiz Zafón, scriitor spaniol (d. 2020)

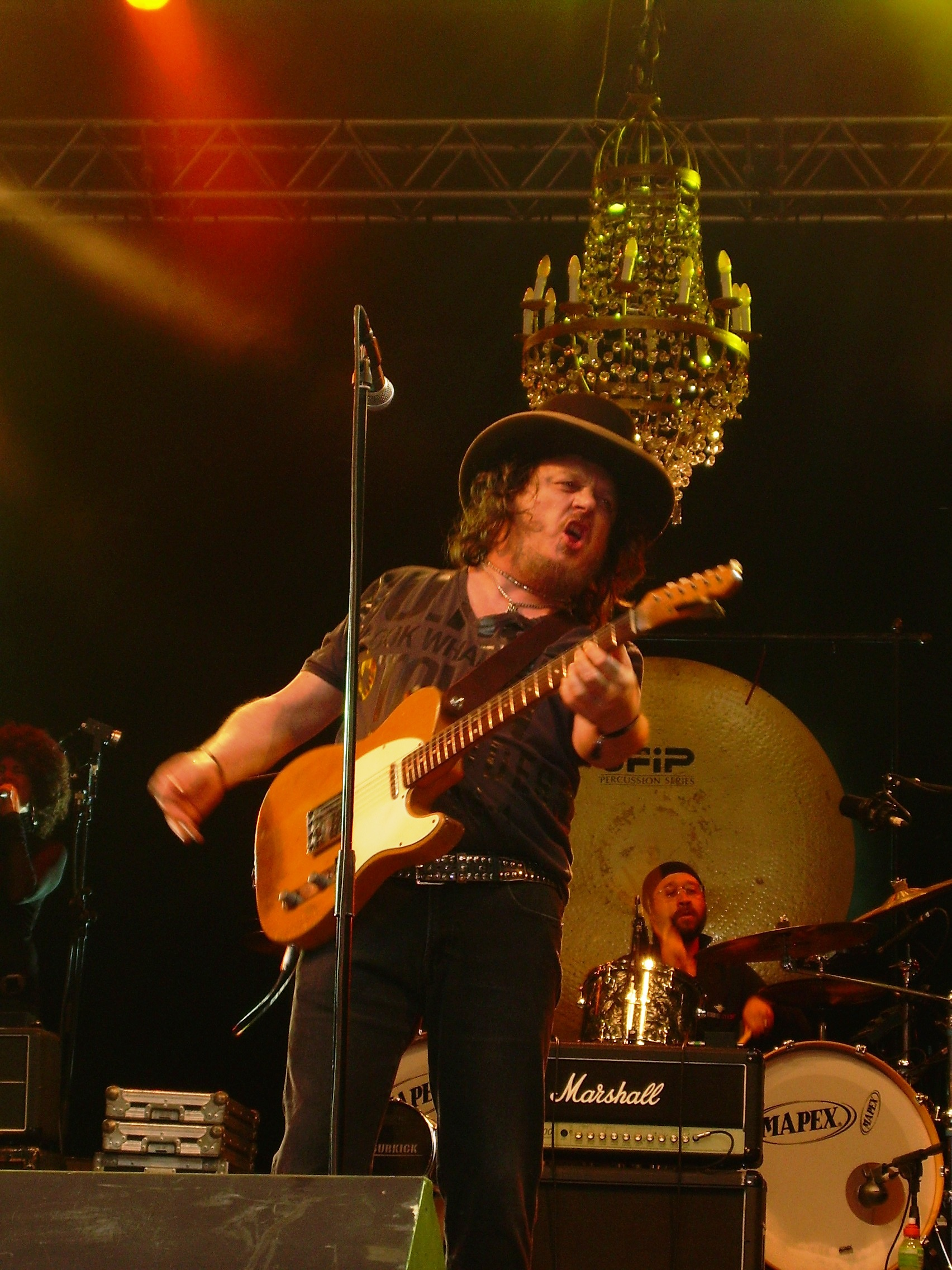
Zucchero, cântăreț italian
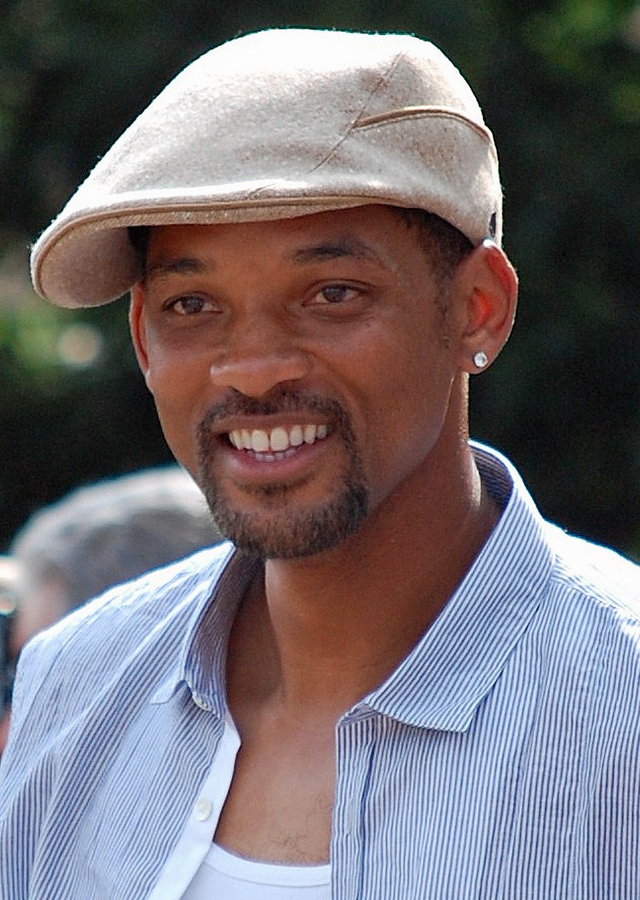
Will Smith, actor american
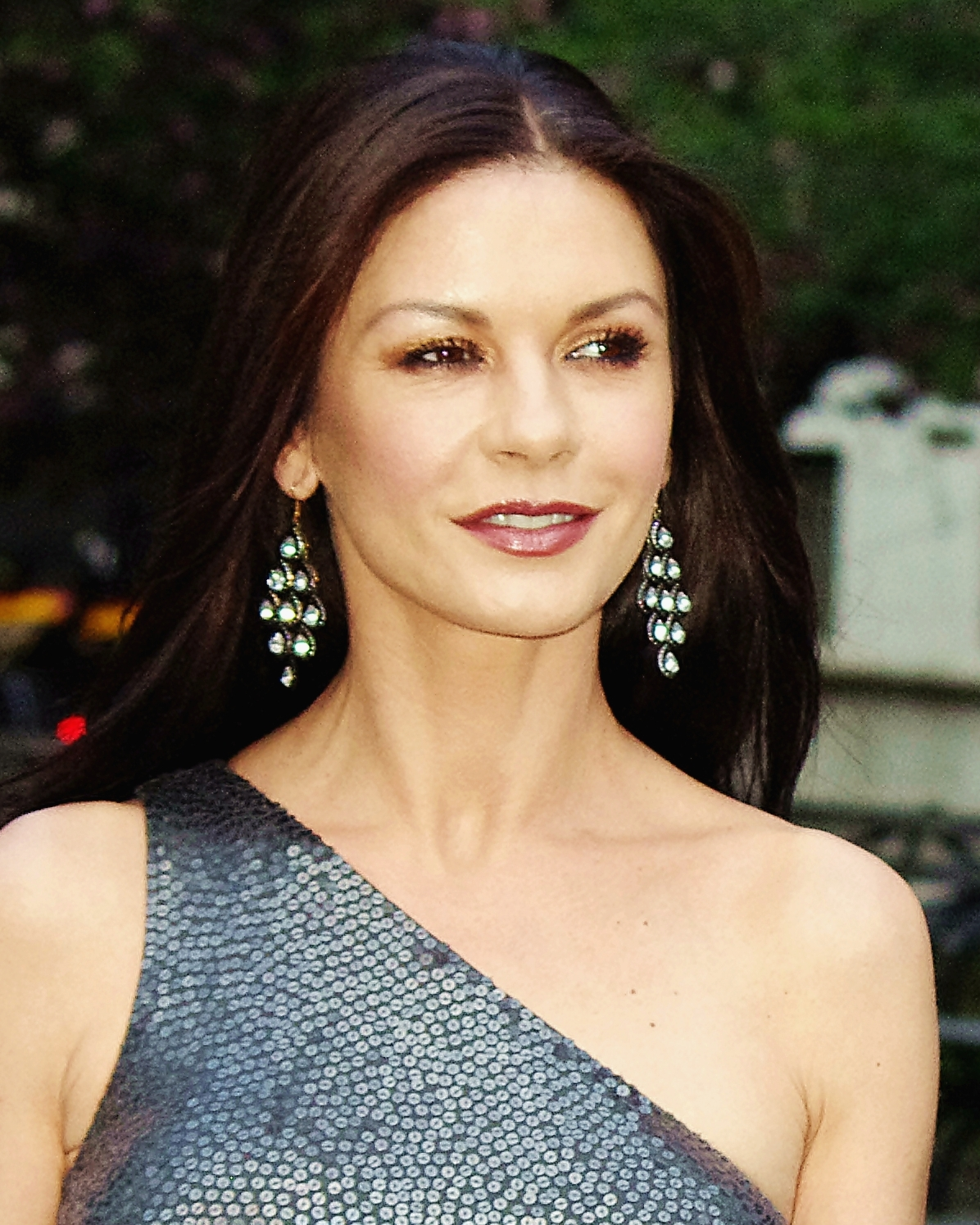
Catherine Zeta-Jones, actriță de origine galeză

- 1968: Will Smith, actor și rapper american
- 1969: Catherine Zeta-Jones, actriță de origine galeză
- 1975: Ana-Maria Negrilă, scriitoare română de fantastică și science fiction
- 1976: Charlotte Ayanna, actriță americană de origine portoricană
- 1978: Irakli Kobakhidze, politician georgian, prim-ministru al Georgiei
- 1986: Steve Forrest, baterist american (Placebo)
- 1986: Ryu Jun-yeol, actor sud-coreean
- 1987: Monica Niculescu, jucătoare română de tenis
- 1988: Iulia Managarova, handbalistă ucraineană
- 1989: Fernanda da Silva, handbalistă braziliană
- 1991: Stine Bredal Oftedal, handbalistă norvegiană
- 1992: Teddy Swims, cântăreț american
- 2000: Rareș Mariș, cântăreț român

## Decese
- 1066: Harald al III-lea al Norvegiei (n. 1015)
- 1465: Isabela de Bourbon, soție a lui Carol Temerarul  (n. 1436)
- 1506: Filip I al Castiliei (n. 1478)
- 1534: Papa Clement al VII-lea (n. 1478)
- 1591: Christian I, Elector de Saxonia (n. 1560)
- 1617: Împăratul Go-Yōzei al Japoniei (n. 1572)
- 1665: Maria Anna de Austria (n. 1610)

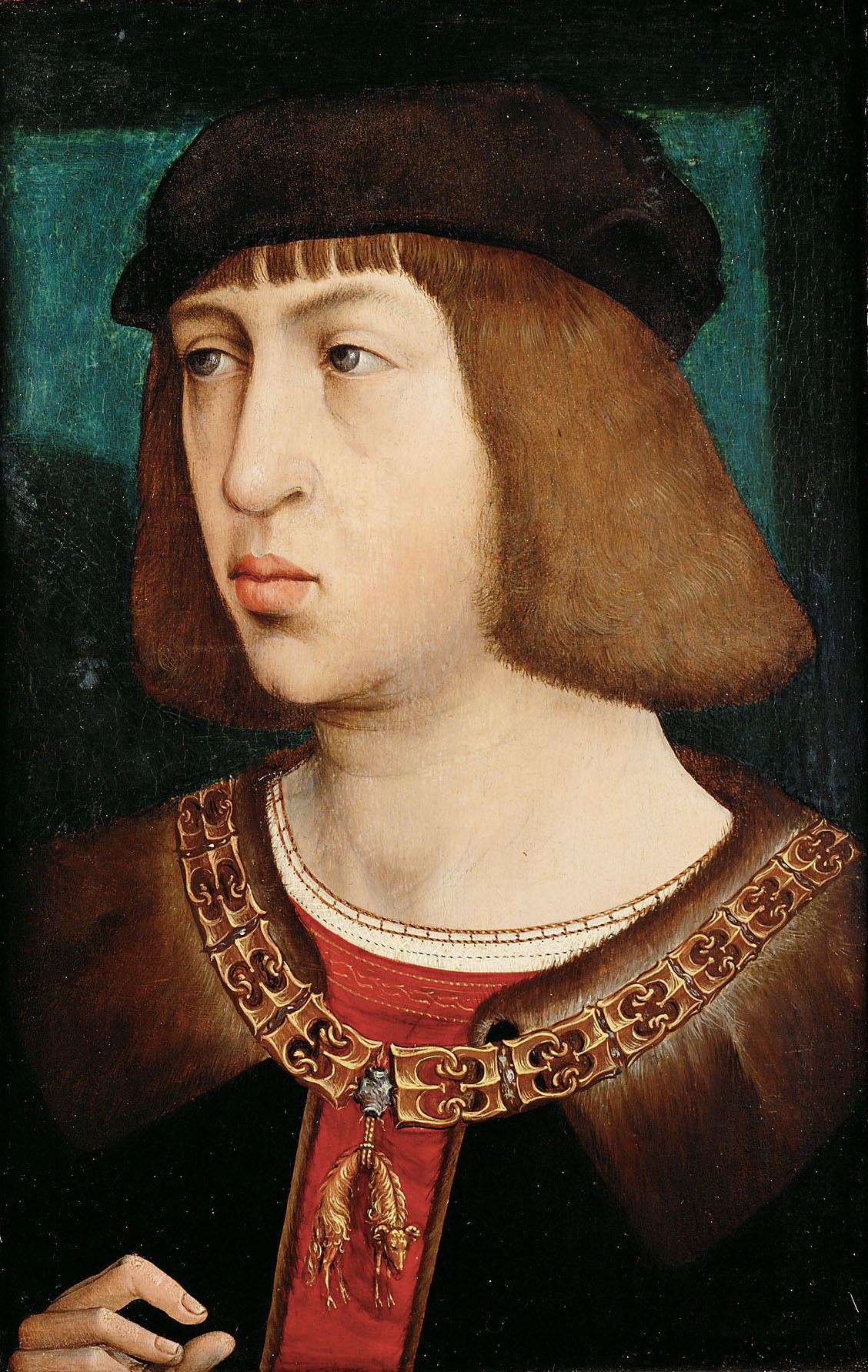
Filip cel Frumos
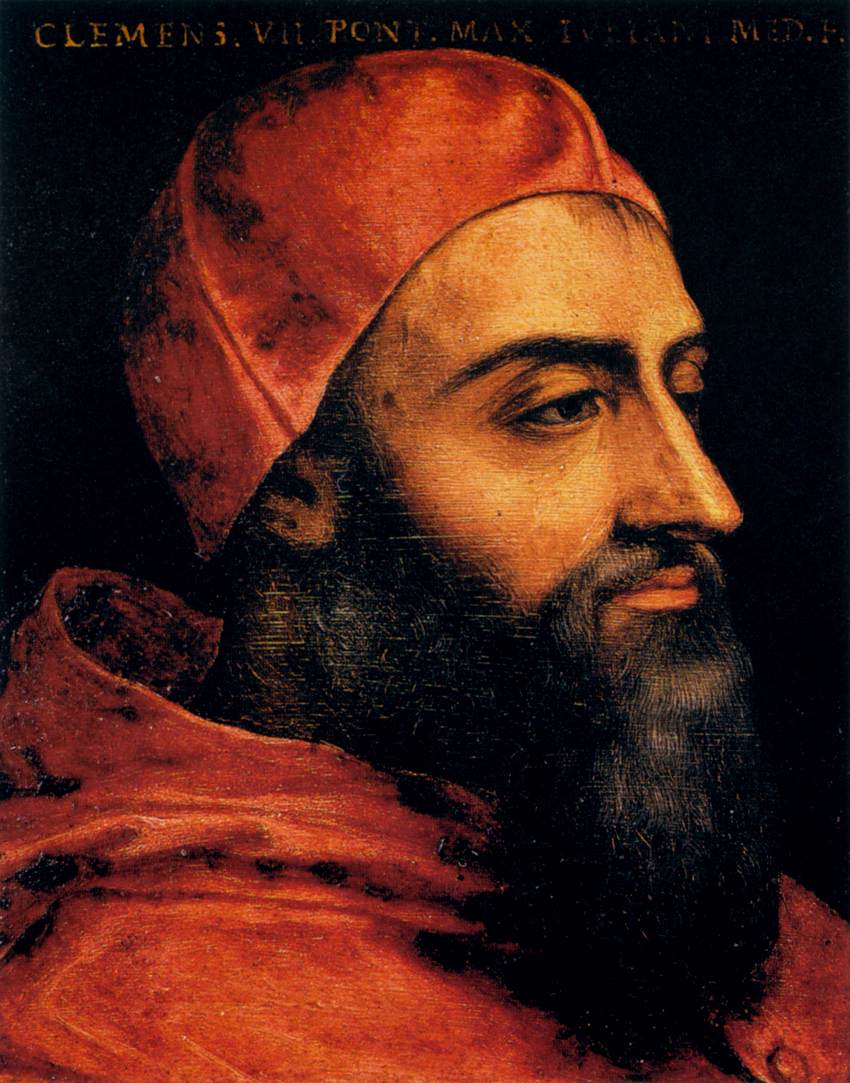
Papa Clement al VII-lea
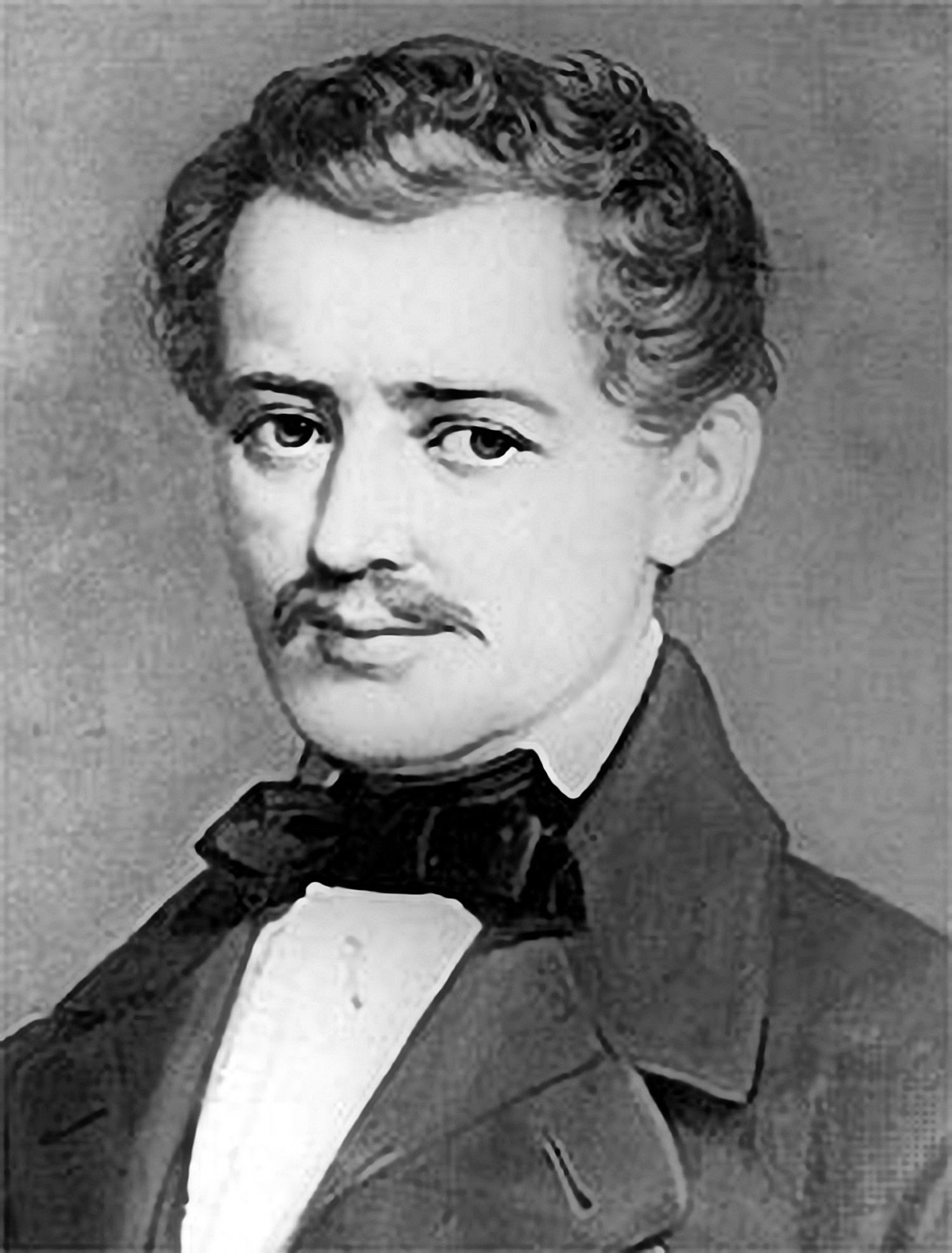
Johann Strauss tatăl, compozitor, violonist și dirijor austriac

- 1808: Maria Elisabeta a Austriei (n. 1743)
- 1826: Frederica de Baden, soția regelui Gustav al IV-lea al Suediei (n. 1781)
- 1849: Johann Strauss tatăl, compozitor, violonist și dirijor austriac (n. 1804)
- 1898: Hieronymus Theodor Richter, chimist german (n. 1824)
- 1933: Paul Ehrenfest, fizician și matematician austriac (n. 1880)
- 1969: Paul Scherrer,  fizician elvețian (n. 1890)
- 1970: Erich Maria Remarque, scriitor german (n. 1898)
- 1983: Leopold al III-lea al Belgiei (n. 1901)
- 1986: Nikolai Semionov, chimist rus, laureat Nobel (n. 1896)
- 1987: Mary Astor, actriță americană, laureată Oscar (n. 1906)
- 1992: César Manrique,  pictor, arhitect, sculptor din insula Lanzarote (n. 1919)
- 1994: Mark Alexander Abrams, sociolog britanic (n. 1906)

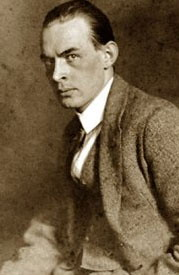
Erich Maria Remarque, scriitor german
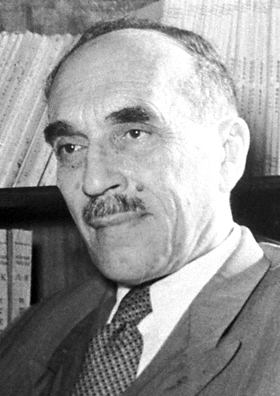
Nikolai Semionov, chimist rus, laureat Nobel
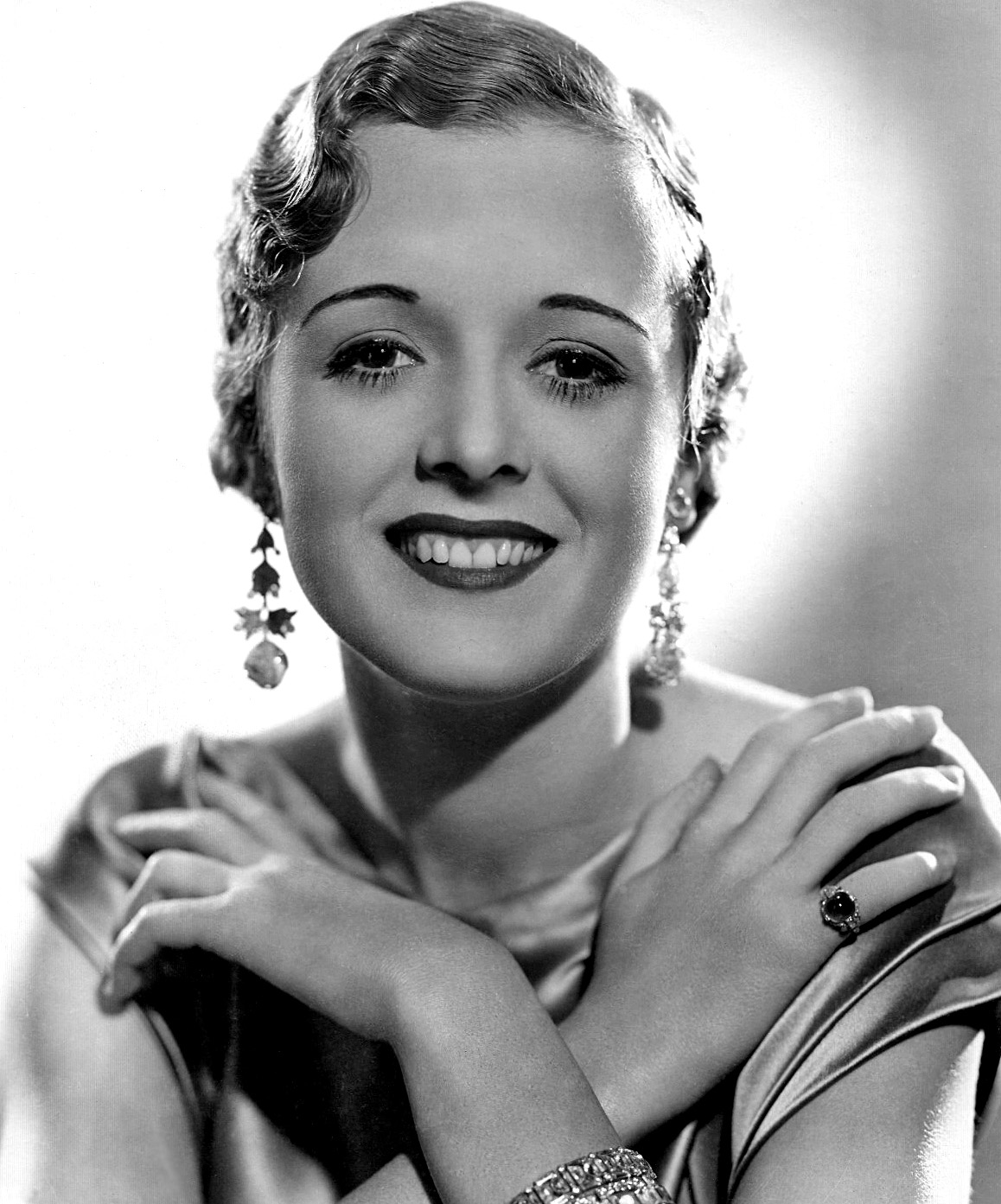
Mary Astor, actriță americană, laureată Oscar

- 2001: Robert Floyd, informatician american (n. 1936)
- 2002: Jacques Borel, scriitor francez, câștigător al Premiului Goncourt în 1965 (n. 1925)
- 2003: Franco Modigliani, economist italian, laureat Nobel (n. 1918)
- 2011: Wangari Maathai, luptătoare africană pentru protecția mediului înconjurător și pentru drepturile femeilor (n. 1940)
- 2012: Andy Williams, cântăreț american (n. 1927)
- 2019: Paul Badura-Skoda, pianist austriac (n. 1927)
- 2021: Alexandru Sassu, politician român (n. 1955)
- 2023: David McCallum, actor de film scoțian  (n. 1933)
- 2024: Sever Mureșan, sportiv și om de afaceri român (n. 1948)

## Sărbători
- Ziua Dăruirii în România, din anul 2019

- Cuv. Eufrosina; Cuv. Pafnutie Egipteanul; Cuv. Serghie de la Radonej (calendar ortodox)